# SK키파운드리
SK키파운드리 주식회사(영어: SK KEYFOUNDRY)는 대한민국의 파운드리 반도체 기업으로, SK하이닉스의 자회사이다.

## 역사
2020년 9월 매그나칩의 파운드리 사업부에서 독립하여 키파운드리를 설립하였고, 2022년 8월 SK하이닉스의 자회사로 편입되었다. 2024년 1월에는 현재의 사명인 SK키파운드리로 사명을 변경하였다.
2025년 3월 7일에는 SK파워텍을 인수하였다.